# Gyumao
Gyumao is een personage uit de Dragon Ball manga en anime. Hij is de vader van Chichi, de vrouw van Son Goku. Hij is de opa van Son Gohan en Son Goten. Hij ziet er groot en reusachtig uit maar is in werkelijkheid zachtaardig. Hij trainde ooit met de adoptievader van Goku onder Muten Roshi. Hij heeft zelf zijn dochter (Chichi) getraind zodat ze op alles voorbereid is.